# Feletheus
Feletheus (còn gọi là Feva, Feba, Foeba, Fevva, Fevvanus, Theuvanus ? - 487) là vua của người Rugii từ năm 475 đến 487.

## Tiểu sử
Feletheus là con trai của Flaccitheus, vua của người Rugii và là người sáng lập ra Vương quốc Rugii. Ông còn có một người em trai tên là Ferderuchus. Feletheus kết hôn với Gisa người Goth, có lẽ là em họ của vua Ostrogoth nhà Amali Theodoric Đại đế. Sau khi phụ hoàng qua đời vào năm 475, Feletheus lên kế vị cha mình làm vua Rugii. Lãnh thổ của họ vào thời điểm đó nằm tại khu vực Hạ Áo. Năm 476, Feletheus đã ủng hộ Odoacer cùng đám lính đánh thuê người Herulii và Scirii lật đổ Hoàng đế Tây La Mã Romulus Augustus và tự lập làm Vua nước Ý. Bên cạnh đó nhà vua còn một người bạn thân tình của Severinus xứ Noricum. Sau khi Hoàng đế Đông La Mã Zeno cố gắng tạo ra xung đột giữa người Rugii với Odoacer, Felethus đã hành quyết người em Ferderuchus vì đã ủng hộ Odoacer. Odoacer hay tin có biến bèn mang quân xâm chiếm vương quốc Rugii, đánh bại họ hoàn toàn ở gần khu vực ngày nay là Vienna. Felethus và vợ đều bị bắt sống và xử tử tại Ravenna vào năm 487. Lãnh thổ của họ về sau được người Lombard tới định cư. Vì không chịu thần phục Odoacer, nên hai năm sau người Rugii đã gia nhập vào đạo quân của người Ostrogoth dưới trướng Theodoric Đại đế, nhà vua Ostrogoth với ý đồ mở mang bờ cõi lập tức tiến quân xâm lược nước Ý và đánh bại Odoacer vào năm 493, rồi sáp nhập luôn xứ này vào vương quốc của mình.

### Chính yếu
- Eugippius: Vita Sancti Severini
- Paulus Diaconus: Lịch sử người Lombard

### Thứ yếu
- Pauly-Wissowa. Realencyclopädie der Classischen Altertumswissenschaft (RE). Bd. 6,2. Stuttgart 1909, Sp. 2161f.
- Friedrich Lotter: Severinus von Noricum, Legende und historische Wirklichkeit: Untersuchungen zur Phase des Übergangs von spätantiken zu mittelalterlichen Denk- und Lebensformen. Stuttgart 1976.
- Arnold Hugh Martin Jones u.a.:The Prosopography of the Later Roman Empire. Bd. 1, Cambridge 1971, ISBN 0-521-20159-4, ISBN 978-0-521-20159-9
- Walter Pohl: Die Gepiden und die gentes an der mittleren Donau nach dem Zerfall des Attilareiches. In: Herwig Wolfram, Falko Daim (Hrsg.): Die Völker an der mittleren und unteren Donau im fünften und sechsten Jahrhundert. Wien 1980, S. 239ff.